# Francesco d'Oberto

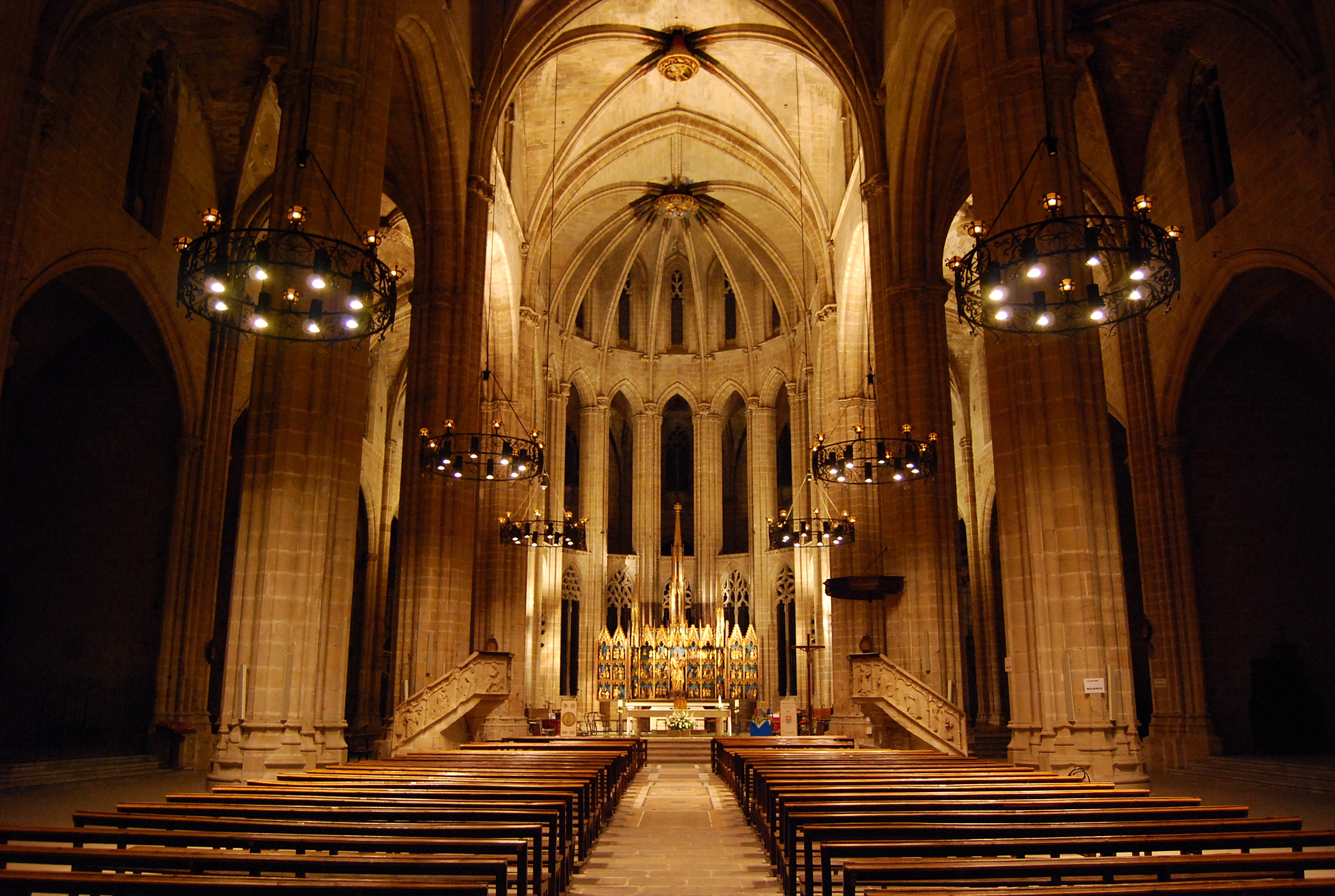
Nau central de la catedral de Tortosa amb l'Altar Major, les pintures són atribuïdes a Francesco d'Oberto

Francesco d'Oberto (1346-1408) fou un poeta provençal.
Descendia dels Cybo, una família il·lustre de Gènova i essent encara molt jove abraçà l'estat religiós a l'abadia de Lerins; allà cursà teologia, filosofia i retòrica, simultaniejant aquests estudis amb el cultiu de la pintura.
Era molt aficionat a la vida eremítica, i la seva permanència en les illes Hyères li valgué el sobrenom de Monjo de les illes d'Or. L'abadia de Lerins tenia una de les biblioteques més riques d'Europa, que Oberto s'encarregà d'arranjar, trobant en aquesta la col·lecció de poetes provençals, ubicada allà pel monjo Ermenter, que l'havia precedit en el càrrec de bibliotecari. Regalà una còpia d'aquesta col·lecció a Lluís II. Aquest monjo es distingí com a teòleg, com a poeta i com a retòric; pintava i il·luminava admirablement.
Entre els seus escrits se citen Les hores, de les que ell mateix en va treure un manuscrit, embellit amb miniatures d'un exquisit gust, el qual regalà a Violant d'Aragó; Flors de ciències diferents, Col·lecció de versos provençals, italians, gascons i francesos; Victòries dels reis d'Aragó i comtes de Provença i per a fi, Vides de poetes provençals, de la qual prengué Joan de Notre Dame la major part de les dades per l'obra que va escriure amb el mateix títol.
A la catedral de Tortosa, la part pictòrica de l'altar major que representa la Passió i Resurrecció de Crist, són atribuïdes a Francesco d'Oberto.